# Igbo-Ora
Igbo-Ora ist die Hauptstadt von Ibarapa Central in Oyo State im Südwesten von Nigeria. 2006 hatte die Stadt 72.207 Einwohner. 2017 wurde die Bevölkerung auf 278.514 geschätzt.
Die Stadt beheimatet das Oyo State College of Agriculture. Die Hochschule hat wesentlich zur sozioökonomischen und demografischen Entwicklung der Stadt beigetragen.

## Zwillinge
Die ungewöhnlich hohe Zahl an Zwillingsgeburten brachte der Stadt den Spitznamen Twin Capital of the World ein. Dieses Phänomen ist aber nicht auf Igbo-Ora beschränkt. Es wurde auch in Kodinji, Indien, und Cândido Godói, Brasilien, beobachtet. Untersuchungen führen die Mehrlingsgeburten auf die Essgewohnheiten der Frauen in der Region zurück.
Eine weitere mögliche Erklärung ist eine genetische Veranlagung.
In Igbo-Ora wird ein jährliches Zwillings-Festival abgehalten. Im Jahr 2018 waren 2.034 Zwillingspaare als Teilnehmer angemeldet.

## Geschichte
Obe Alade, ein Nachfahre von Alaafin of Oyo, wanderte mit seiner Familie vor einigen Jahrhunderten nach einem verlorenen Häuptlingsstreit aus der Stadt Oyo aus.
Die erste Siedlung wurde wegen der Mückenstiche und dem mangelnden Trinkwasser aufgegeben.
Die zweite Siedlung wurde in der Nähe des Ayin-Flusses gegründet.
Die heutige dritte Siedlung wurde in einem Sumpf errichtet.

## Wirtschaft
Hauptwirtschaftszweig in Ibarapa ist die Landwirtschaft.